# مدرسه و بیمارستان منصوری
    معماری مجموعه آرامگاهی قلاوون یکی از برجسته‌ترین آثار هنری مصر در قرون وسطی بود. مقبره او نخستین مقبره‌ای بود که توسط یک سلطان برای خود در قلب قاهره ساخته شد، و بیمارستان آن در زمان خود یک دستاورد بشردوستانه بی‌نظیر محسوب می‌شد.
    برخلاف بیشتر سلاطین بعدی، قلاوون مجموعه آرامگاهی خود را بلافاصله پس از به تخت نشستن نساخت، بلکه تقریباً پنج سال بعد و پس از ساخت مدرسه آرامگاهی برای همسرش اقدام به ساخت آن کرد. نویری نوشته است که قلاوون پس از دیدن مقبره‌ای که برای پسرش الصالح (یعنی همان مقبره همسرش) ساخته بود، تصمیم گرفت که مقبره‌ای نیز برای خود بنا کند.

    انتخاب محل مجموعه قلاوون بسیار حائز اهمیت بود و به هیچ وجه تصادفی انجام نشد. خواسته صریح قلاوون این بود که مقبره‌اش روبه‌روی مقبره استادش، الصالح، قرار گیرد. این مجموعه در محلی ساخته شده است که روزگاری جناح غربی مجموعه کاخ‌های فاطمی قرار داشت.

## تاریخ
مجموعه آرامگاهی در سال‌های ۱۲۸۴–۱۲۸۵، در دوره اولیه سلطنت مملوکی ساخته شد. این سلطنت از سال ۱۲۵۰ تا ۱۵۱۷ بر مصر و شام حکومت می‌کرد. واژه «مملوک» که به‌طور تحت‌اللفظی به معنی «مالک‌شده» یا «در تملک» است، به خاستگاه و ماهیت این سلطنت اشاره دارد.
     قلاوون هشتمین سلطان مملوکی و دومین سلطان بزرگ پس از الظاهر بیبرس (حکومت: ۱۲۶۶–۱۲۷۷) بود که به‌عنوان بنیان‌گذار دولت مملوکی شناخته می‌شود. قلاوون به مدت یک دهه، از سال ۱۲۷۹ تا ۱۲۹۰، حکومت کرد و دوران حرفه‌ای خود را در زمان سلطنت بیبرس آغاز نمود.
     تاسیس مجموعه آرامگاهی منصور قلاوون در قاهره یکی از بزرگترین دستاورد های قلاوون بود، که این مجموعه شامل بیمارستان، مدرسه و مقبره ای که دارای گنبد بود میشد. در آن زمان، معماری آرامگاهی در جهان اسلام سنتی تثبیت‌شده داشت. مقبره‌ها معمولاً برای افراد مقدس در گورستان‌ها یا در مناطقی ساخته می‌شدند که بعدها به گورستان‌هایی در اطراف آرامگاه‌ها و زیارتگاه‌های اولیا تبدیل شدند، زیرا اعتقاد بر این بود که این افراد به دفن‌شدگان در نزدیکی خود برکت می‌بخشند.
     مجموعه قلاوون در مدت‌زمانی بسیار کوتاه، تنها طی سیزده ماه، بین سال‌های ۱۲۸۴ تا اوت ۱۲۸۵ ساخته شد، که حتی بر اساس معیارهای مملوکی، رکوردی شگفت‌انگیز برای بنایی با چنین ابعاد و شکوه محسوب می‌شود. بر طبق گفته منابع تاریخی وجود و نظارت امیر و وزیر سنجر الشجاعی بود که باعث شد این بنا به سرعت ساخته شود.
تحولات:
    مناره آن توسط الناصر محمد بازسازی شد.
نفوذ :
  در نمای این بنا پنل‌هایی وجود دارد که دارای طاق‌های نوک‌تیز با پنجره‌های دوتایی و پنجره‌های گرد کوچک به‌عنوان تأثیراتی از معماری صلیبیون در فلسطین تفسیر شده‌. با این حال، کرسول نمونه‌های اولیه آن‌ها را در معماری سیسیلی همان دوره پیدا میکند. سیسیل در دوره قرون وسطی ارتباط نزدیکی با جهان اسلام داشت و هنر ومعماری آن به میزان زیادی مدیون فاطمیان است. احتمالاً انتقال این سبک‌ها به هر دو جهت صورت گرفته است.
     مجموعه در سمت غرب خیابان ساخته شده است، به‌طوری که مقبره از مدرسه توسط یک گذرگاه جدا شده که به‌طور مستقیم به بیمارستان در پشت مجموعه می‌رسد. مقبره، که عرض آن از مدرسه بیشتر است، در سمت شمالی گذرگاه قرار دارد. مناره در گوشه شمالی ساختمان به صورت بیرون زده وجود دارد که به مقبره تعلق دارد و همانطور که در سنت ها وجود داشت مناره نزدیک ورودی قرار نگرفت. این موقعیت مناره نشان‌دهنده اولین نمونه هنرمندانه از ترکیب گنبد و مناره است که از این پس معماری آرامگاهی مملوکی را مشخص خواهد کرد. این ترکیب به عابری که از دروازه‌های شمالی وارد شهر می‌شود، طبق مسیر سنتی حرکت، مجموعه را معرفی می‌کند. 
تزئینات :
   این بنا دارای تزئیات هندسی بوده.  
نما:
    مجموعه سلطان قلاوون دارای نمایی همسو با خیابان است که یکی از ویژگی‌های شاخص معماری مملوکی محسوب می‌شود. یکی از سنت های قاهره که در مسجد القمر هم وجود دارد هم  راستا بودن نمای مسجد با خیابان بود؛.
    هم ‌راستا کردن نما با خیابان باعث شد تا اختلاف جهت قبله مسجد و مسیر خیابان‌های پیشین از طریق جذب زاویه میان این دو محور در ضخامت دیوار نما برطرف شود. از زمان ساخت مسجد اقمر، اجماعی در معماری قاهره شکل گرفت که نباید جهت‌گیری قبله یک مسجد، نظم خیابان‌های موجود را بر هم بزند. این روش همچنین در ساخت مدرسه و مقبره الصالح و مدرسه مجاورِ ناپدیدشده بیبرس به کار گرفته شده بود.
     نمای مجموعه قلاوون به‌طور قابل‌توجهی خوب حفظ شده است. از سمت جنوب بنا که وارد شویم اول مدرسه را می بینیم و بعد از آن به گذرگاهی می‌رسیم که سمت چپ آن ورودی مدرسه د سمت راست آن وردی مقبره وجود دارد که بیمارستان بنا در پشت سر این دو قرار دارد.در انتهای شمالی نما، مناره در گوشه‌ای قرار گرفته است که به سمت عابرانی که از باب الفتح و باب النصر می‌آیند، روبروست.
    وجود چندین فرورفتگی در طول کل ساختمان طراحی این نما را نوآورانه میکرد و این فرورفتگی‌ها دارای طاق‌های نوک‌تیز هستند. با این حال، برخلاف معماری‌های قبلی، هیچ طاق کشتی‌شکل یا فرورفتگی‌های مقرنس در نمای ساختمان دیده نمی‌شود. تنها مقرنس‌ها یک ردیف کوچک در دیوار زیر مناره است. پانل‌های فرورفته شامل سه ردیف پنجره هستند که به ساختمان ظاهری سه‌طبقه می‌دهند. پنجره‌های پایین بزرگ، مستطیلی و دارای نرده‌های آهنی هستند؛ پنجره‌های میانی کوچک‌تر و نوک‌تیز هستند؛ و پنجره‌های بالایی، پنجره‌های دوتایی با طاق‌های گرد هستند که با یک ستون از هم جدا شده‌اند و یک پنجره دایره‌ای کوچک در بالای آن‌ها قرار دارد. قسمت پایین هر فرورفتگی با یک جفت ستون مرمرین زیبا با سرستون‌های ظریف پیشااسلامی احاطه شده است. این ردیف ستون‌ها در طول نما در معماری قاهره منحصربه‌فرد است.
      بالای پنجره‌های مستطیلی پایین، نواری از کتیبه در طول کل نما کشیده شده است که به‌صورت عمیق در سنگ حکاکی شده است. این نوار، که در ابتدا با طلاکاری تزئین شده بود، «طراز» نامیده می‌شود؛ اصطلاحی که از هنرهای نساجی گرفته شده و به نواری گلدوزی‌شده در ردای تشریفاتی اشاره دارد که نام و القاب حاکم را در بر دارد.
    درگاه ورودی شامل یک طاق گرد است که با نوارهای درهم‌تنیده مرمر سفید و سیاه به سبک «ابلق» قاب شده است. نخستین نمونه این نوع تزئین در قاهره، در یکی از درگاه‌های مسجد الظاهر بیبرس دیده می‌شود. در ورودی، درب اصلی برنزی زیبایی با نقوش هندسی همچنان باقی مانده است و یک پنجره کوچک با نرده‌های آهنی در بالای در قرار دارد که به گفته کرسول، به هنر دست فرانسوی‌ها، احتمالاً از طرف یک صلیبی، نسبت داده می‌شود.
    نمای مجموعه قلاوون به‌وضوح نشان‌دهنده انحرافاتی از سنت محلی است. این نما فاقد طاق‌های کشتی‌شکل، مقرنس‌ها، طرح‌های لوزی‌شکل و مدال‌های تزئینی موجود در ساختمان‌های قبلی است. 
بیمارستان
     بیمارستان قلاوون یک بنیاد خیریه بزرگ بود. این بیمارستان شامل برنامه درسی پزشکی و درمان پزشکی سخاوتمندانه و بدون قید و شرط برای مردان و زنان مسلمان، بدون تمایز در اصل و نسب، مقام یا جنسیت بود. سند تأسیس آن، به منظور بهبود روحیه بیماران بیمارستان را با فواره و حوض های مرمری چند رنگ تزئین کردند.بیمارستان در طول قرون مختلف با جذب کمک‌ها و وقف‌ها توانست به فعالیت خود ادامه دهد تا اینکه در قرن نوزدهم تخریب شد.
.
مقبره:
               سلطنت مقبره قلاوون در ابعاد آن نیز به وضوح نشان داده شده است که ۲۱ × ۲۳ متر است و از ابعاد مدرسه، که ۱۷٫۵ × ۱۵٫۵ متر است، بزرگتر می‌باشد. پر زرق و برق ترین بخش مجموعه مربوط به مقبره  است و این ویژگی یک الگویی برای بناهای آرامگاهی بعدی قرار گرفت.تزئینات آن شامل چوب نقاشی‌شده و منبت‌کاری‌شده، مرمر منبت‌کاری‌شده، گچبری و نخستین نمونه شناخته‌شده موزاییک‌های مرمر چندرنگ در تکنیک اپوس سِکتایل است که در ادامه به آن پرداخته خواهد شد. محراب مقبره بلندترین و تزئین‌شده‌ترین محراب دوران مملوکی است.
    برتری معماری مقبره بازتاب‌دهنده کارکرد برجسته آن بود که فراتر از یک مکان دفن ساده بود. اتاق گنبدی از طریق سالنی که کف آن با مرمر پوشانده شده و دیوارهایش پنل‌کاری شده بود، قابل دسترسی بود و در مرکز آن یک فواره تزئینی قرار داشت. این سالن اختصاص به استفاده خنثی‌های بسیار محترم سلطان داشت که از مقبره نگهبانی می‌کردند، در آنجا عبادت می‌کردند و همان مراسم‌های سلطنتی را که در دوران حیات استاد خود انجام می‌دادند، ادامه می‌دادند. علاوه بر این، مقبره یک محل نماز نیز بود که برنامه درسی آموزشی و خدمات صوفیانه ارائه می‌کرد و همچنین کتابخانه‌ای بزرگ نیز داشت. 
مدرسه:
    مدرسه قلاوون شامل یک سالن نماز و تجمع است که بر اساس طرحی باستانی ساخته شده و دارای محرابی تزئین‌شده با موزاییک‌های شیشه‌ای است. اگرچه موزاییک‌های شیشه‌ای پیش‌تر در قاهره در مقبره‌های الصالح و شجره‌الدّور استفاده شده بود، ترکیب آن با طرح باستانی یادآور هنر مسیحی است.
     مدرسه قلاوون چهار مذهب فقه اسلامی را آمورش میداد و حتی اولین مدرسه مملوکی بود که این کار را می‌کرد و البته که بر اساس الگوی مدرسه الصالح بود. نه همه مدارس مملوکی از این الگو پیروی می‌کردند، بلکه معمولاً به یکی یا دو مذهب اختصاص داشتند، با شافعی که در مصر رایج بود و حنفی که توسط حکومت مملوکی ترجیح داده می‌شد. با این برنامه درسی جهانی، مدرسه قلاوون قصد داشت به علما و دانشجویان از سراسر دنیای اسلام خدمت کند.
مناره:
    مناره قلاوون سازه‌ای باشکوه است. پایه مستطیلی و طبقه دوم مستطیلی عقب‌نشسته آن از سنگ ساخته شده است؛ طبقه سوم، که گرد است، از آجر ساخته شده و با گچبری تزئین شده است. طبقه اول دارای طاق‌های نعل‌اسبی بر روی کورنیس‌های مقرنس در هر طرف است و با مقرنس‌ها تاج‌گذاری شده است. طبقه دوم نیز دارای طاق‌های نعل‌اسبی و سنگ‌های قوسی بالشتی‌شکل است. در آن زمان، طاق‌های نعل‌اسبی ویژگی معمول معماری اندلسی و شمال آفریقا بودند. بازسازی مناره لاجین در مسجد ابن طولون، که چند سال پس از مناره قلاوون انجام شد، نیز نشان‌دهنده تأثیراتی از صنعتگرانی است که از شهرهای اسلامی غربی به قاهره مهاجرت کرده بودند..
     پس از زلزله سال ۱۳۰۳ که باعث تخریب سازه شده بود طبقه سوم مناره توسط سلطان الناصرمحمد ،پسر قلاوون، ساخته شد‌. گچبری توری‌شکل این طبقه با بقیه مناره هماهنگی ندارد. یک نوار جالب با قالب‌بندی‌های عمودی شبیه به موتیف‌های نی مصری باستان، پایان بخش گرد این قسمت را نشان می‌دهد. کلاهک مناره از بین رفته و بعدها با ساختار مخروطی کنونی جایگزین شد. بازسازی مناره توسط الناصر محمد، با اشاره به زلزله، در نواری از کتیبه که بر روی طبقه اول حکاکی شده است، گرامی داشته شده است.